# Alberto Castellanos (botánico)
Dr. Alberto Castellanos (Córdoba, 1896 - Río de Janeiro, 1968) fue un botánico, paleobotánico y explorador argentino, y destacadísimo cactólogo.

## Biografía
Obtuvo su doctorado por la Universidad de Buenos Aires, en el campo de las Ciencias Naturales, desarrollando actividades académicas e investigativas en esa institución.
En 1932 realiza recolecciones de la flora de Tierra del Fuego.
Tras el golpe de Estado de 1955, se vio obligado a exiliarse con su familia y comenzó a trabajar en Río de Janeiro, obteniendo un puesto de profesor en el Museo Nacional en 1958.
Castellanos, se había casado con una profesora de matemática porteña, en la década del 30, y tuvieron dos hijos. En 1966 se retiró, pero incluso a la edad de 70 continuó viajando y recogiendo, ayudando a organizar y construir el Herbarium Bradeanum.

## Algunas publicaciones
- 1925. "Rhipsalis" argentinas (cactáceas). Trabajo final para optar al título de doctor en ciencias naturales. Universidad de Buenos Aires. Facultad de Ciencias Exactas, Físicas y Naturales. 25 pp.

### Libros
- Genera et Species Plantarum Argentinarum – Cactaceae. 1943 a 1956

- a. Castellanos, r.a. pérez Moreau. 1945. Los tipos de vegetación de la República Argentina. Universidad Nacional de Tucumán, Facultad de Filosofía y Letras, Monografías del Instituto de Estudios Geográficos 4. 154 pp.

- Por un rincón de la Puna de Atacama. Asociación Cultural de Conferencias de Rosario. Publicación N.º 6. Rosario, 1927

## Honores

### Eponimia
Géneros
- (Amaryllidaceae) Castellanoa Traub[5]

- (Cactaceae) Castellanosia Cárdenas[6]

Especies (más de 70)
- (Amaryllidaceae) ×Zephybranthus castellanosii Traub ex J.C.David[7]

- (Aristolochiaceae) Aristolochia albertiana Ahumada[8]

- (Asteraceae) Achillea albertiana Vacc[9]

- (Bromeliaceae) Tillandsia albertiana Verv.[10]

- (Fabaceae) Crotalaria albertiana Baker f.[11]

- (Poaceae) Jarava castellanosii (F.A.Roig) Peñail.[12]

- La abreviatura «A.Cast.» se emplea para indicar a Alberto Castellanos como autoridad en la descripción y clasificación científica de los vegetales.[13]